# Ялынковатое
Ялынковатое (укр. Ялинкувате) — село в Славской поселковой общине Стрыйского района Львовской области Украины.
Население по переписи 2001 года составляло 569 человек. Занимает площадь 1,61 км². Почтовый индекс — 82663. Телефонный код — 3251.